# 글루미 써티스
글루미 써티스는 대한민국의 록 밴드이다. 2008년 싱글 앨범 [사랑이 아녜요]로 데뷔했다.

## 방송
- 투유 프로젝트 - 슈가맨 3 (2020) - 95불

## 음반
- 사랑이 아녜요 (2008)
- 그저 바라 보다가 OST (2009)
- 추노 OST (2010)
- 전우 OST (2010)
- 착한 척 그녀 (2011)
- 내일은 다시 찾아 올 테니까 (2013)
- 백수의 밤 (2014)
- 의리지왕 (義理之王) (2014)
- 옳다구나 (2014)